# Ниггли, Пауль
Пауль Ниггли (нем. Paul Niggli; 26 июня 1888, Цофинген — 13 января 1953, Цюрих) — швейцарский учёный, минералог, петрограф и геохимик. Профессор химии Цюрихского университета. Член академий наук ряда стран; иностранный член-корреспондент АН СССР (1925; иностранный член-корреспондент Российской АН с 1924).

## Биография
В 1907 году окончил Высшую техническую школу в Цюрихе.
В 1915—1918 годах — профессор Лейпцигского, а в 1918—1920 — Тюбингенского университетов в Германии.
С 1920 — профессор Высшей технической школы и университета в Цюрихе, сменив на этой должности своего учителя Иоганна Ульриха Грубенманна и проработав в ней до конца жизни.
Основные научные труды Ниггли посвящены геохимии, металлогении, дифференциации магмы, химизму минералов и горных пород. Некоторые из них переведены на русский язык.
Ниггли разработал стереохимию кристаллических соединений, а также один из методов пересчёта химического состава горных пород. Предложил генетическую классификацию магматогенных рудных месторождений.
Свои петрографические исследования проводил, в основном, в Альпах и районе Средиземноморья. Развивал идею о распространении химических элементов в земной коре в зависимости от строения их атомов.
Умер в Цюрихе в 1953 году.
Его сын — Эрнст Ниггли тоже стал минералогом.

## Память
В честь Пауля Ниггли назван минерал нигглиит (теллуристая платина).

## Основные труды
- Geometrische Kristallographie des Discontinuums, Tl. 1-2, Lpz., 1918—1919;
- Lehrbuch der Mineralogie und Kristallchemie, 3 Aufl., Bd 1-2, В. - Zeblendorf, 1941—1942;
- Grundlagen der Stereochemie, Basel, 1945;

Переводы работ на русский язык:
- Грубенман У., Ниггли П. Метаморфизм горных пород = Die Gesteinsmetamorphose / Ульрих Грубенманн, Пауль Ниггли / Пер. с нем. С. П. Соловьёв; под ред. А. П. Герасимова. — Л.-М.: Государственное научно-техническое геолого-разведочное издательство, 1933. — 376 с. (в пер.)
- Ниггли П. Магма и её продукты: Часть 1. — М.—Л.: Госгеолтехиздат, 1946. — 436 с. (в пер.)
- Ниггли П. Проблема образования гранитов // Проблемы образования гранитов: Сборник статей / Авторы: П. Ниггли, Н. Боуэн, Х. Рид, Р. Рестолл, Х. Баклунд; Переводчики: В. Ляхович, В. Ф. Морковкина, Т. М. Дембо, В. И. Гоньшакова. — М.: Издательство иностранной литературы, 1949. — 344 с. (в пер.)
- Ниггли П. Стереохимия = Grundlagen der stereochemie / Пер. с нем. Ю. Г. Вигдоровича; под ред. и с предисл. Г. Б. Бокия. — М.: Издательство иностранной литературы, 1949. — 364 с. (в пер.)